# Dewiacja kompasu

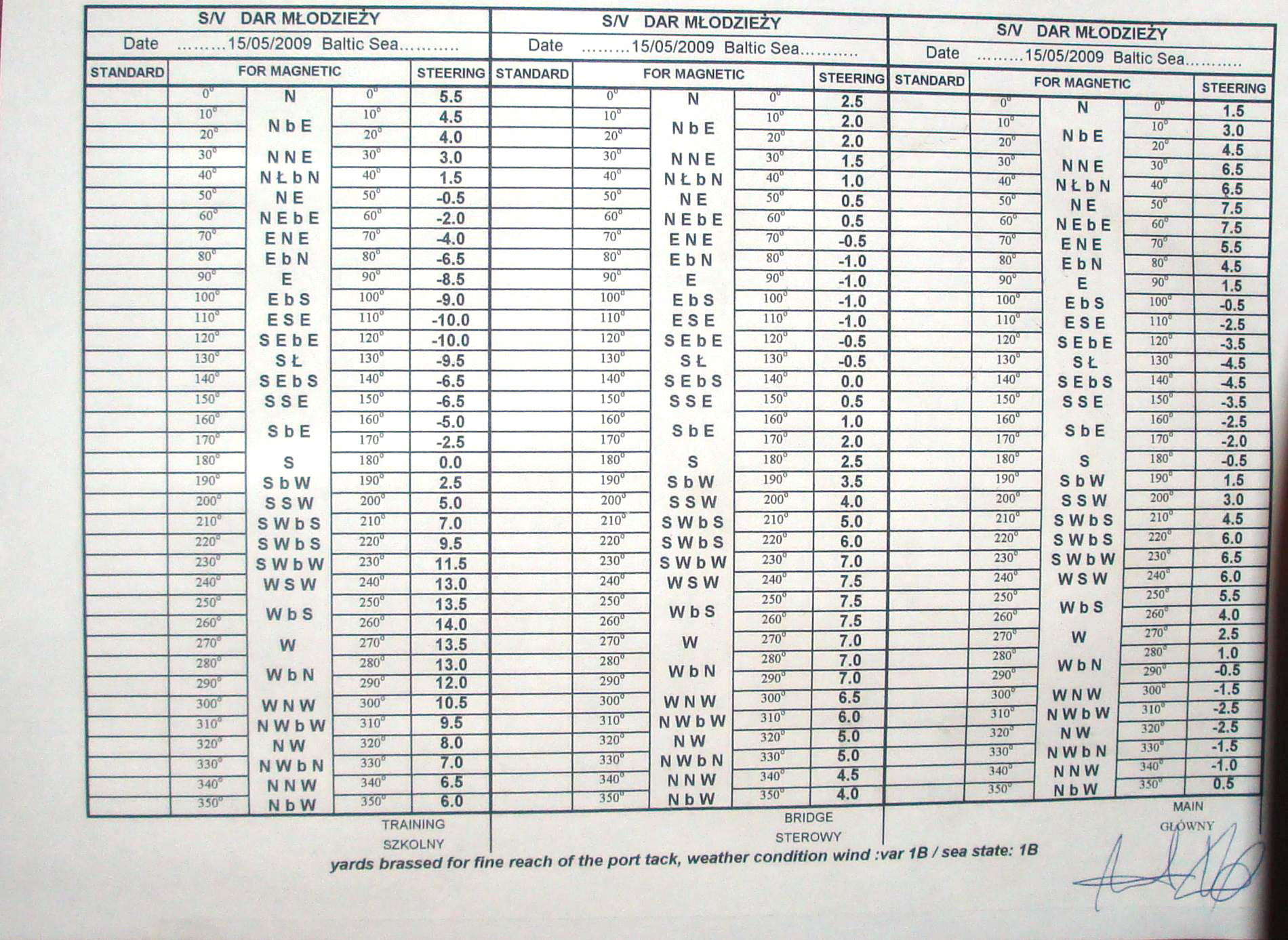
Tabela dewiacji kompasów na „Darze Młodzieży”

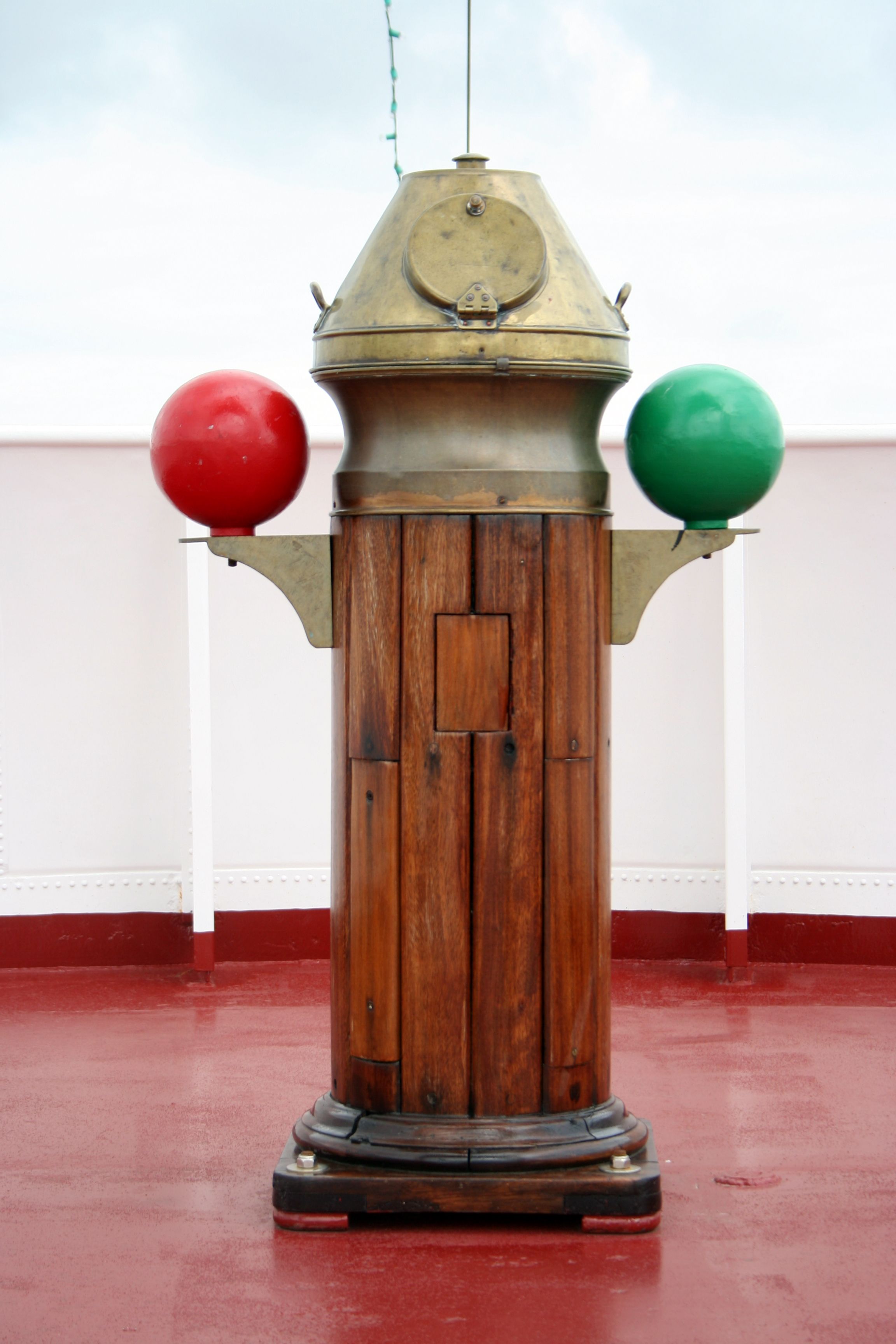
Stalowe kule (czerwona i zielona) montowane w odpowiednim miejscu niwelują część pola magnetycznego statku

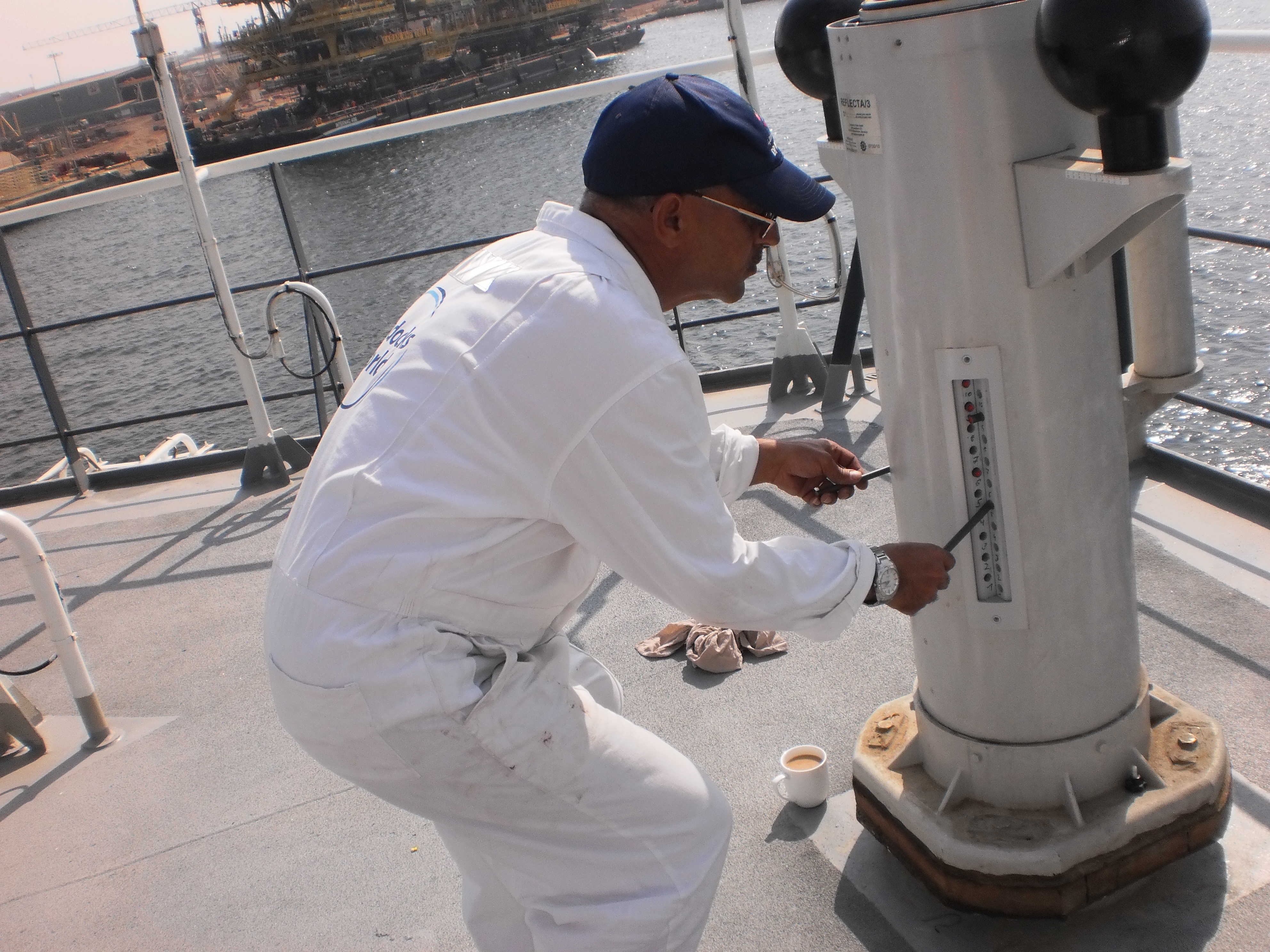
Dewiator rozmieszcza małe magnesy w naktuzie, kompensujące pole magnetyczne statku

Dewiacja kompasu – różnica między kursem kompasowym a kursem magnetycznym wyrażona w stopniach. Zwyczajowo oznaczana grecką literą δ. Spowodowana zakłóceniem ziemskiego pola magnetycznego przez obiekty znajdujące się w pobliżu kompasu magnetycznego np.: stalowy kadłub statku indukuje własne pole magnetyczne, ładunek i jego rozmieszczenie, ułożenie ruchomych urządzeń statku, zakłócające wskazanie kompasu magnetycznego.
Na każdym statku istnieje tabela dewiacji, w której wypisane są dewiacje dla kursów różniących się o 10 stopni. Obowiązkiem oficerów wachtowych jest kontrola i aktualizacja tabeli dewiacji. Czynność ta powinna być wykonana:
- dla statku nowo zbudowanego,
- po postoju statku w stoczni, jeśli były na nim wykonywane prace spawalnicze,
- po wejściu statku na mieliznę,
- po kolizji z innym statkiem,
- po pożarze na statku,
- po przewozie rudy żelaza lub złomu,
- co najmniej raz do roku.

Kiedy statek jest w drodze dewiację kontroluje się na przykład porównując namiar na wschodzące lub zachodzące słońce, z namiarem odczytanym ze specjalnych tablic dla danej daty oraz szerokości geograficznej. Do określenia dewiacji można także skorzystać z metody namierzania na daleki obiekt lub nabieżnik tudzież wachlarz nabieżników. Otrzymana poprawka nazywana jest całkowitą i odejmując od niej wartość deklinacji można obliczyć dewiację.
Na statkach o konstrukcji stalowej gdzie dewiacja przybiera bardzo duże wartości, w celu jej zmniejszenia przeprowadza się kompensację dewiacji. Polega to na przeciwdziałaniu siłom magnetyzmu okrętowego w miejscu zamontowania kompasu przez umieszczenie w pobliżu kompasu magnesów i brył żelaza generujących pola magnetyczne o działaniu przeciwnym.